# KMD
KMD (abreviação de Kausing Much Damage) foi um trio de hip hop que emergiu no início da década de 1990, mais conhecido por revelar o rapper MF DOOM, que então era conhecido como Zex Love X. Os outros membros do grupo foram Rodan e DJ Subroc, irmão de Zex. Subroc morreu num acidente automobílistico em 1993, o que marcou o fim do grupo.

## Discografia
- Mr. Hood (1991, Elektra Records)
- Black Bastards (2001, Sub Verse)
  - Gravado em 1993 pela Elektra.

### EPs
- Black Bastards Ruffs + Rares (1998, Fondle 'Em)
  - Lançado somente no formato 12" vinil.

### Compilações
- Best of KMD (2003, Nature Sounds)
  - Um álbum de compilação com as principais faixas de Mr. Hood e Black Bastards.

### Singles
- "Peachfuzz / Gasface Refill" (1990) de Mr. Hood.
- "Nitty Gritty / Plumskinzz" featuring Brand Nubian (1991) de Mr. Hood.
- "Who Me? / Humrush" (1991) de Mr. Hood.
- "What a Niggy Know?" (1993) de Black Bastards.
- "It Sounded Like a Roc / Stop Smokin' That Shit" (1999) de Black Bastards.

### Videoclipes
- "Who Me?" (1991)
- "Peachfuzz"(1991)